# Hóri György
Hóri György, Horn (1909. április 17. – 1975. december 26.) válogatott labdarúgó, kapus.

## Pályafutása

### Klubcsapatban
1931 őszén igazolta le a Kelenföldi FC a cégligából. 1932 februárjában került a Budai 11-hez. 1933 áprilisától az Újpest labdarúgója volt. Utóbbival kétszer nyert bajnokságot. 1937 őszén ismét a Budai 11-ben szerepelt. 1938-ban a Nemzeti SC játékosa lett.
Labdafogása, helyezkedése és kifutásai alapján a legjobb kapusok közé tartozott.

### A válogatottban
1932 és 1936 között három alkalommal szerepelt a magyar labdarúgó-válogatottban.

## Sikerei, díjai
- Magyar bajnokság
  - bajnok: 1932–33, 1934–35
  - 2.: 1933–34

## Statisztika

### Mérkőzései a válogatottban
| Magyarország | Magyarország         | Magyarország                    | Magyarország | Magyarország | Magyarország  | Magyarország | Magyarország | Magyarország |
| #            | Dátum                | Helyszín                        | Hazai        | Eredmény     | Vendég        | Kiírás       | Gólok        | Esemény      |
| ------------ | -------------------- | ------------------------------- | ------------ | ------------ | ------------- | ------------ | ------------ | ------------ |
| 1.           | 1932. szeptember 18. | Budapest, Üllői úti pálya       | Magyarország | 2 – 1        | Csehszlovákia | Európa-kupa  | -            |              |
| 2.           | 1935. április 14.    | Zürich                          | Svájc        | 6 – 2        | Magyarország  | Európa-kupa  | -            |              |
| 3.           | 1936. május 3.       | Budapest, Hungária körúti pálya | Magyarország | 3 – 3        | Írország      | barátságos   | -            | 69'          |
|              | Összesen             |                                 |              | 3            | mérkőzés      |              | 0            | gól          |